# Кінний спорт на літніх Олімпійських іграх 1980
Змагання з кінного спорту на літніх Олімпійських іграх 1980 у Москві тривали з 25 липня до 3 серпня в Кінно-спортивному комплексі профсоюзів і на стадіоні Лужники (гран-прі з індивідуального конкуру). В програмі було три види кінного спорту: виїздка, триборство і конкур. Кожен з них поділявся на індивідуальні та командні змагання, тобто загалом розіграно 6 комплектів нагород.
Через бойкот літніх Олімпійських ігор 1980 з боку країн західного блоку, лише 11 країн взяли участь у змаганнях з кінного спорту: Австрія, Болгарія, Гватемала, Фінляндія, Угорщина, Індія, Італія, Мексика, Польща, Румунія та СРСР. Отож, серед учасників було лише кілька провідних вершників світу, зокрема збірна Італії з триборства, а також чемпіонка Європи з виїздки австрійка Sissy Theurer.

## Медальний залік
| Дисципліни               | Золото | Срібло | Бронза |
| ------------------------ | --- | --- | --- |
| Індивідуальна виїздка    | Елізабет Тойрер на Mon Cherie (AUT)                                                                                 | Юрій Ковшов на Igrok (URS) | Віктор Угрюмов на Shkval (URS)                                                                                            |
| Командна виїздка         | СРСР (URS) Юрій Ковшов і Igrok Віктор Угрюмов і Shkfval Віра Місевич і Plot                                         | Болгарія (BUL) Петар Мандаджиєв і Stchibor Светослав Іванов і Aleko Георгі Гаджиєв і Vnimatelen                                | Румунія (ROU) Ангелаке Донеску і Dor Думітру Веліку і Decebal Петре Рошка і Derbist                                       |
| Індивідуальне триборство | Федеріко Роман на Rossinan (ITA)                                                                                    | Оліксандр Блінов на Galzun (URS)                                                                                               | Юрій Сальников на Pintset (URS)                                                                                           |
| Командне триборство      | СРСР (URS) Оліксандр Блінов і Galzun Юрій Сальников і Pintset Валерій Волков і Tskheti Сергій Рогожин і Gelespont   | Італія (ITA) Федеріко Роман і Rossinan Анна Казагранде і Daleye Мауро Роман і Dourakine 4 Маріна Шьоккетті і Rohan de Lechereo | Мексика (MEX) Мануель Мендівіль і Remember Давід Барсена і Bombon Хосе Луїс Перес Сото і Quelite Фабіан Васкес і Cocaleco |
| Індивідуальний конкур    | Ян Ковальчик на Artemor (POL)                                                                                       | Микола Корольков на Espadron (URS)                                                                                             | Хоакін Перес Ерас на Alymony (MEX)                                                                                        |
| Командний конкур         | СРСР (URS) В'ячеслав Чуканов і Gepatit Віктор Погановський і Topky Віктор Асмаєв і Reis Микола Корольков і Espadron | Польща (POL) Маріан Козіцький і Bremen Ян Ковальчик і Artemor Веслав Гартман і Norton Януш Бобик і Szampan                     | Мексика (MEX) Joaquín Pérez і Alymony Хесус Гомес і Massacre Херардо Тассер і Caribe Альберто Вальдес мол. і Lady Mirka   |

## Таблиця медалей
| Місце               | Країна              | Золото | Срібло | Бронза | Загалом |
| ------------------- | ------------------- | ------ | ------ | ------ | ------- |
| 1                   | СРСР (URS)          | 3      | 3      | 2      | 8       |
| 2                   | Італія (ITA)        | 1      | 1      | 0      | 2       |
| 2                   | Польща (POL)        | 1      | 1      | 0      | 2       |
| 4                   | Австрія (AUT)       | 1      | 0      | 0      | 1       |
| 5                   | Болгарія (BUL)      | 0      | 1      | 0      | 1       |
| 6                   | Мексика (MEX)       | 0      | 0      | 3      | 3       |
| 7                   | Румунія (ROU)       | 0      | 0      | 1      | 1       |
| Загалом (7 збірних) | Загалом (7 збірних) | 6      | 6      | 6      | 18      |

## External links
- 1980 Summer Olympics on Міжнародний олімпійський комітет Site